# 양귀비비사
《양귀비비사》(중국어 간체자: 杨贵妃秘史, 정체자: 楊貴妃秘史, 병음: Yáng guì fēi mì shǐ 양구이페이미스[*], The Legend of Yang Guifei 더 레전드 오브 양구이페이[*])는 2010년 방송되었던 중국의 드라마이다.

## 소개
- 동양을 대표하는 미인으로 화자 되는 양귀비의 인생을 그린 드라마

## 등장 인물
- 인타오 - 양귀비 역
- 황추생 - 당 현종 역
- 왕뤄융 - 이백 역
- 석소군 (石筱群) - 사아만(謝阿蠻) 역
- 서전 (徐箭) - 이모 역
- 이승현 - 고선지 역